# G3-ekring

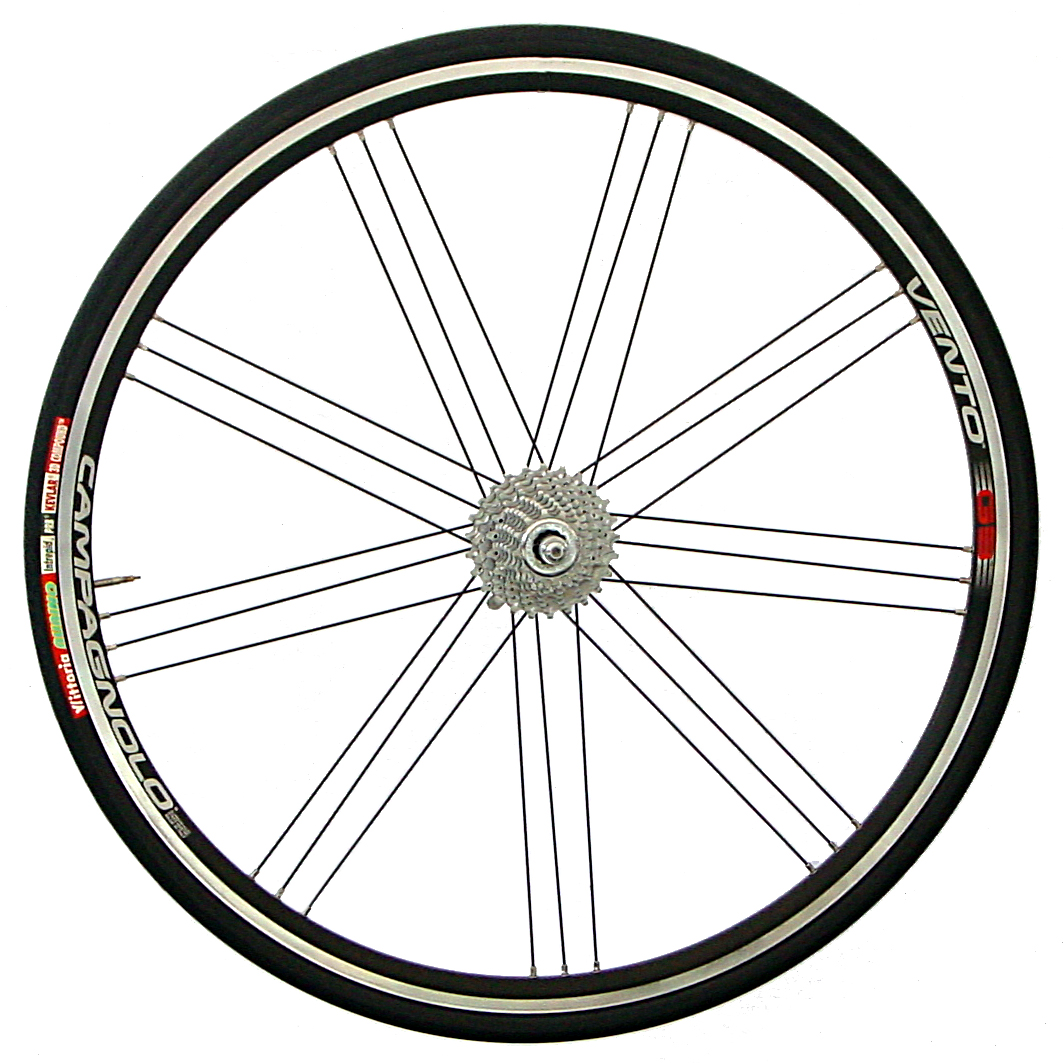
Bakhjul från Campagnolo med G3-ekring

G3-ekring är ett ekerarrangemang för cykelhjul som innebär att cykelnavets kedjesida har dubbelt så många ekrar som den andra sidan av navet. Detta motverkar de negativa effekterna av offset i bakhjulen på moderna kedjeväxlade cyklar, genom att båda sidorna får en ungefär lika stor ekerspänning.
G3-ekring uppfanns av det italienska företaget Campagnolo.